# قصر المنقارة

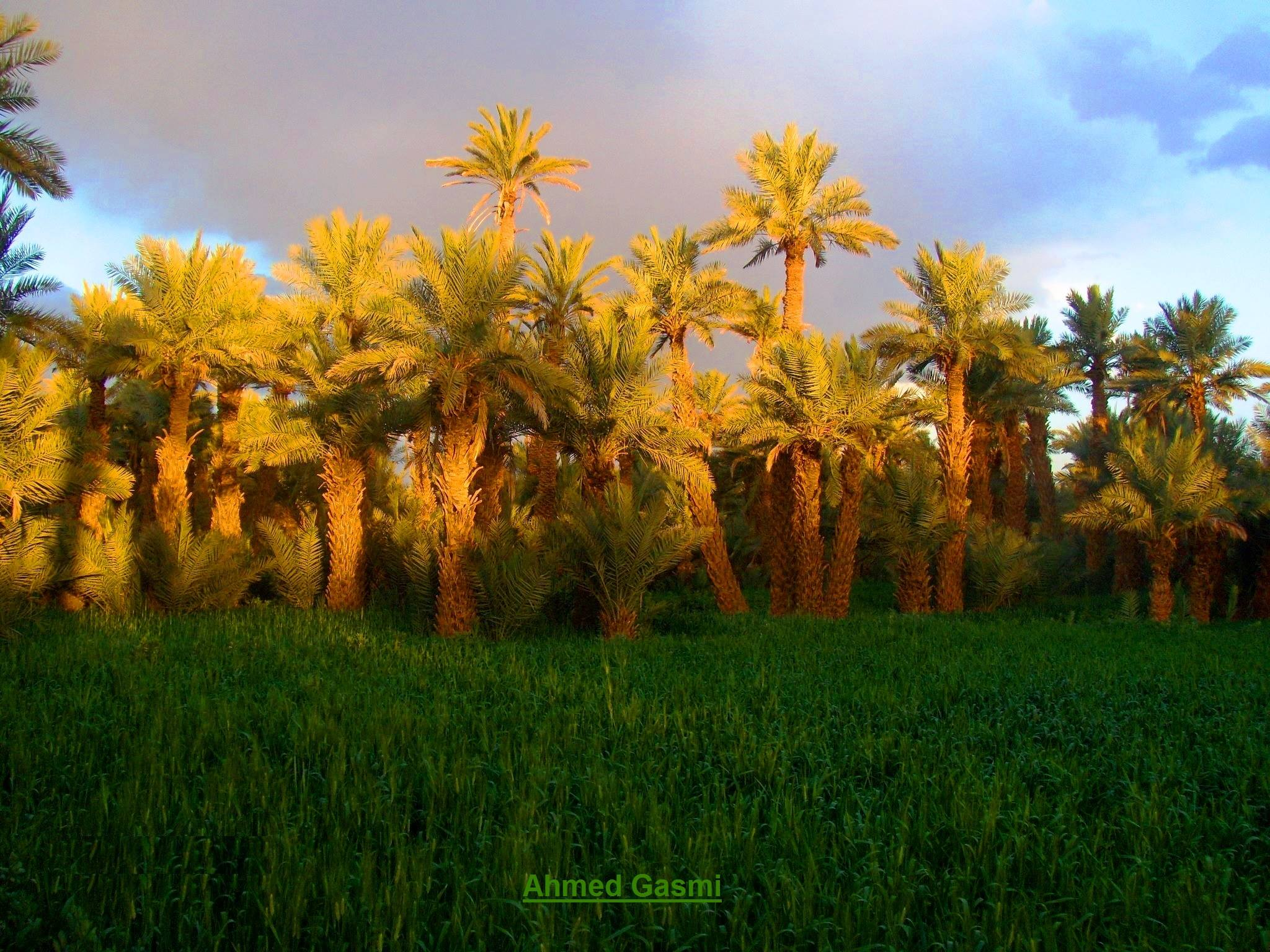
بعض الصور لواحة قصر المنقارة

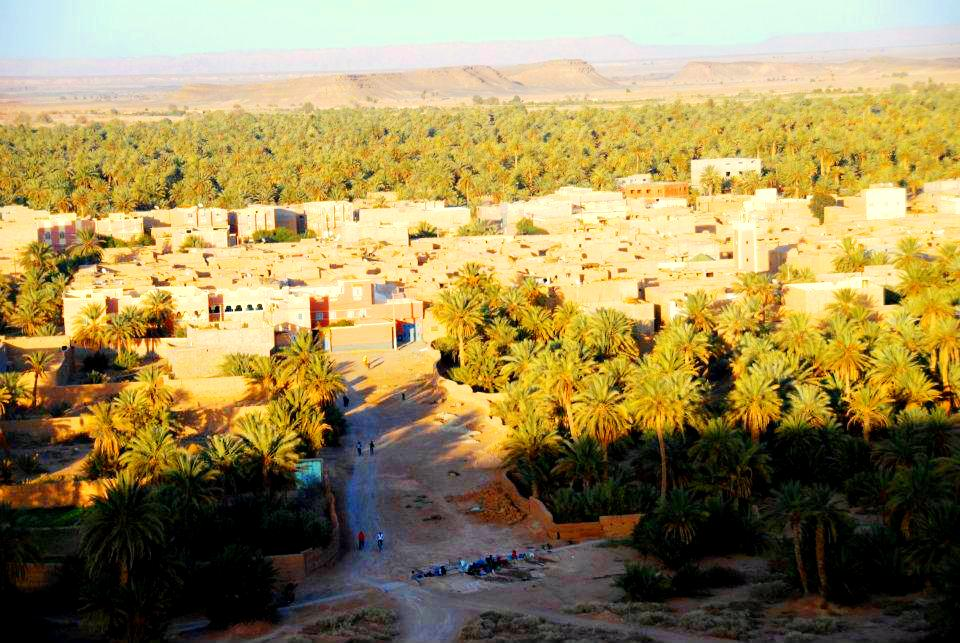
صورة لقصر المنقارة من فوق كدية المنقارة

قصر المنقارة بلدة صغيرة تنتمي إلى المجال الترابي لجماعة الجرف بالرشيدية. تتميز بواحتها وغابتها الجميلة التي تسقى غالبا بمياه الخطارات مثل: العيساوية، المباركية، الحلوة والروزية. يتواجد القصر والمنازل في وسط هذه الواحة.
تعرف المنقارة مناخا شبه صحراوي والذي يتميز بالجفاف طيلة السنة وقلة التساقطات التي تكون عبارة عن زخات عاصفية عموما، كما يتميز بالحرارة المرتفعة في الصيف وبرودة قارسة في فصل الشتاء. تشهد البلدة رياحا شرقية تعرف ب"رياح الشرڭي"، وهي رياح جافة وحارة، في حين لا تستفيد من الرياح الرطبة المعتدلة نظرا لقاريتها (بعدها عن المؤثرات البحر).
وحسب ايفادات شبه متطابقة لكثير من شيوخ البلاد الكبار منهم من توفي رحمهم الله ومنهم من لازال على قيد الحياة إضافة إلى مجموعة من الباحثين ان عمر قصر المنقارة هو مابين 170 و180سنة.
يقول هؤلاء الشيوخ وبعض الباحثين أن بعض العائلات من قبيلة بني امحمد قدِمو إلى منطقة الجرف من تافيلالت وطلبوا من أهل الجرف اعطائهم قطع أرض لتأسيس قصر فقبلت قبيلة قصر اولاد غانم بالجرف الطلب واعطتهم أرض المنقارة الحالية فشيدوا قصر المنقارة القديم ثم بعدها بحوالي 100 سنة اضيفت الزيادة.
ناس اولاد غانم هم ملاك الأرض الاصليين..لذلك نجد كثير من ناس الجرف عندهم فدادين في غابة المنقارة بل ان لهم ساقية المباركية باسمهم. وغابة المباركية اغلب التغدات الي فيها في ملك اجرافة.
كان يشار لقبيلة المنقارة باسم المناقير نسبة إلى المنقار الذي كان في اتجاه البوية المعروف سكان المنقارة بالقرينات.هذا الاخير الذي هدم بطريقة وحشية من طرف مجهولين.
أسس قصر المنقارة حوالي سنة 1830.
تتسم هذه البلدة بكرم سكانها وحسن ضيافتهم إضافة إلي تضامنهم فيما بينهم.